# Rosendo Porlier y Asteguieta
Pour les articles homonymes, voir Porlier.
Rosendo Porlier Sáenz de Asteguieta, né le 1er mars 1771 à Lima au Pérou et mort en septembre 1819 au Cap Horn, est un officier de marine espagnol. Il était le commandant du San Telmo, navire de ligne espagnol disparu au Cap Horn avec 644 hommes à bord.

## Biographie

### Origine
Né à Lima au sein d'une famille noble, Rosendo Porlier y Asteguieta est le troisième enfant du couple formé par Antonio Aniceto Porlier Sopranis, Ier Marquis de Bajamar, et de son épouse María Josefa Sáenz de Asteguieta Iribarren.
Sa famille part pour l'Espagne en 1774.

### Carrière militaire
Le 28 janvier 1786 il entre comme guardiamarina (aspirant de marine) au sein de l'Académie de Carthagène et y termine ses études à 17 ans avec le grade de Alférez de fragata (enseigne). Il s'embarque pour Oran (assiégée par les Ottomans) en 1790 sur le San Francisco de Paula puis en 1791 il est distingué de l’Ordre de Santiago. Servant sous les ordres de l'amiral Federico Gravina, il se distingue en 1794 lors du siège de Roses par les Français. Promu lieutenant de vaisseau, il devient capitaine de frégate en 1795.
En 1799, il suit la flotte de l'amiral Étienne Bruix poursuivie par les Anglais de George Keith et reste de longs mois réfugié à Brest. En 1801, il accompagne la flotte du vice-amiral Villaret faisant route vers Saint-Domingue et participe dans des opérations contre les insurgés haïtiens à Port-au-Prince. De retour en Espagne en 1802 il obtient une licence mais reprend du service deux ans plus tard à Cadix. En 1805, il s'embarque avec l'Argonauta et rejoint la flotte du vice-amiral Villeneuve pour une mission en Martinique. En juillet 1805, il participe à la bataille navale du cap Finisterre. Trois mois plus tard, il prend part à la célèbre bataille de Trafalgar à bord du Príncipe de Asturias. Le 9 novembre 1805, il est promu capitaine de vaisseau pour ses actions militaires.
Entre 1808 et 1809, aux commandes du navire Nuestra Señora de Atocha (avec 40 canons), il participe à diverses opérations dans le cadre de la Guerre d'indépendance espagnole. L'année suivante il est chargé d'emmener à Veracruz le vice-roi de la Nouvelle-Espagne, Francisco Javier Venegas, à bord de l'Atocha. Il reste au Mexique (il est fait brigadier) et s'y illustre, notamment à Toluca, où il résiste face à 20 000 insurgés mexicains. Il est néanmoins défait par José María Morelos lors de la bataille de Tenancingo le 22 janvier 1812.

### Disparition

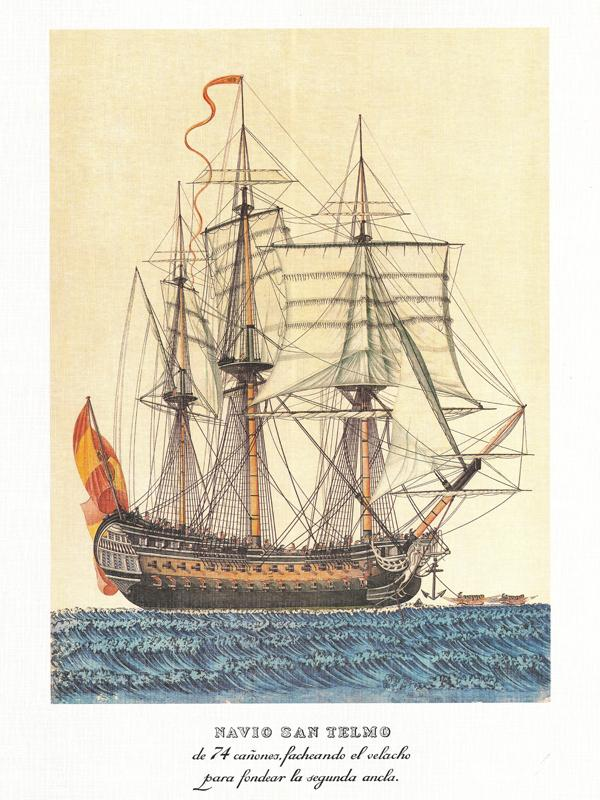
Le San Telmo.

De retour en Espagne, Rosendo Porlier y Asteguieta se voit confier une mission délicate par le Roi Ferdinand VII en 1819 : Nommé commandant d'une escadre de quatre navires, le San Telmo, l'Alejandro I (74 canons chacun), le Prueba (50 canons) et le Primorosa Mariana (pour le transport d'infanterie), cette expédition de 1400 hommes au total, appelée Fuerzas navales del Mar del Sur (Forces navales des mers du Sud), doit se rendre à Callao au Pérou dans une ultime tentative de Ferdinand VII de reconquérir ses possessions d'outre-mer en proie à l'insurrection.
Partis de Cadix le 11 mai 1819, les navires sont dans un état déplorable à telle enseigne que l'Alejandro I (acheté à la Russie) doit rentrer en Espagne prématurément. Arrivés au Cap Horn, les trois autres navires se dispersent. Le Prueba et le Primorosa Mariana arrivent à Callao avec beaucoup de difficultés. Mais le San Telmo n'arrivera jamais à destination. Il est vu pour la dernière fois le 2 septembre 1819 au 62º S, 70º O (près de l'Île Livingston) avant de disparaître à jamais avec 644 hommes à bord.
Le 6 mai 1822, le navire est officiellement déclaré perdu et ses occupants - dont Rosendo Porlier y Asteguieta - donnés pour morts.